# Diárium
A Diárium 1931 és 1948 között a Magyar Könyvbarátok folyóirata volt. Legfeljebb évente 12 alkalommal jelent meg, de több olyan év is volt, amikor kevesebbszer - 1945-ben például csak egyszer. Hírt adott a magyar könyvpiac újdonságairól, propagálta a Könyvbarátok Szövetsége és az Egyetemi Nyomda kiadványait, formálta az 1930-as évek középosztályának olvasói ízlésvilágát.

## Nevének eredete
A latin diarium, azaz napló szóból ered. Egyben utalás arra, hogy a Könyvbarátok Szövetsége (a Magyar Könyvbarátok elődje) 1926 és 1931 között pártoló tagjainak ingyenesen juttatott el évente egy naptárat. A naptárt 1931-ben váltotta fel a folyóirat, amihez a Magyar Könyvbarátok tagjai továbbra is ingyen jutottak, ugyanakkor a kiadványt  már nem csak az előfizetőknek szántak.

## Célja
Önmeghatározása szerint: „Célja az, hogy minden magyar könyvgyűjtőt, tehát azokat is, akik a Könyvbarátok szövetsége körén kívül, egyéniségüknek megfelelően maguk óhajtják könyvtárukat összeválogatni, megbízhatóan s tárgyilagosan tájékoztassa a hazai könyvkultúra s az irodalom eseményeiről és számot adjon amellett a külföld könyveiről is.”

## Nevezetesebb szerzői
- Hamvas Béla